# Jenny Diski
Pour les articles homonymes, voir Diski.
Jenny Diski, née Simmonds le 8 juillet 1947 à Londres et morte le 28 avril 2016, est une essayiste, romancière et scénariste britannique.

## Œuvre
Son œuvre n'est pas traduite en français.

### Fiction
- Nothing Natural (1986)
- Rainforest (1987)
- Like Mother (1988)
- Then Again (1990)
- Happily Ever After (1991)
- Monkey's Uncle (1994)
- The Vanishing Princess (1995) (recueil de nouvelles)
- The Dream Mistress (1996)
- After These Things (2004)
- Only Human: A Comedy (2000)
- Apology for the Woman Writing (2008)

### Autres
- Skating to Antarctica (1997) (mémoires; Chapter 1)
- Don't (1998) (essai)
- Stranger on a Train (2002) (récit de voyage)
- A View from the Bed (2003) (essai)
- On Trying to Keep Still (2006)
- The Sixties (2009) (mémoires)
- What I Don’t Know About Animals (2010) (récit sur l'écologie)